# Wanted (serie de televisión de 2005)
Wanted es una serie de televisión estadounidense de drama policial producida por Spelling Television para ser  transmitida por la cadena TNT que se emitió del 31 de julio al 26 de diciembre de 2005. La serie fue creada por Louis St. Clair y Jorge Zamacona, y fue producida por Aaron Spelling , E. Duke Vincent y Jorge Zamacona.

## Trama
El programa sigue a un grupo de trabajo de élite, con miembros extraídos de las diferentes ramas de las fuerzas del orden rastreando a los 100 fugitivos más buscados de Los Ángeles y luchan por equilibrar su trabajo y su vida personal.
Los miembros del grupo de trabajo incluyen a Conrad Rose (Gary Cole), el líder del equipo de LA Metro SWAT , quien es considerado el centro moral de la unidad. Jimmy McGloin (Ryan Hurst), un agente de la ATF y un conservador carné de buena fe , Carla Merced (Rashida Jones), ex oficial de inteligencia naval y experta negociadora de rehenes . Tommy Rodriquez (Benjamín Benítez), un agente del FBI que no duda en usar su buena apariencia y encanto para detener a cualquier criminal, Rodney Gronbeck (Josey Scott), un oficial de policía de Los Ángeles y un genio de la tecnología. Joe Vacco (Brendan Kelly), un agente de la DEA que actualmente vive en la sede del almacén del equipo después de haber sido expulsado de su propio lugar y Eddie Drake (Lee Tergesen), un veterano de ocho años del Servicio de Alguaciles de EE. UU. y graduado de la Academia de Policía Metropolitana de Los Ángeles. A medida que el equipo rastrea a los delincuentes, a menudo utilizando métodos no convencionales (y legalmente cuestionables), descubren que existe una delgada línea entre la justicia y la ley.

## Elenco[3]
- Gary Cole ____ Teniente Conrad Rose
- Ryan Hurst ____ Agente de campo de la ATF Jimmy McGloin
- Josey Scott _____ Rodney Gronbeck
- Joaquim de Almeida ____ Capitán Manuel Valenza
- Benjamín Benítez _____ Agente especial del FBI Tommy Rodríguez
- Alex Fernández _____ Max Rubio
- Rashida Jones _____ Detective Carla Merced
- Brendan Kelly _____ Oficial de la DEA Joe Vacco
- Vince Lozano ______ Ozzie Devine
- Dedee Pfeiffer _______ Lucinda Rose
- Karen Sillas _____ Mariah Belichek
- Lee Tergesen ______ Eddie Drake
- Dimitri Diatchenko ______ Darsitska

## Producción
La producción se encargaron las empresas como Badlands Entertainment, Spelling Television y Turner Broadcasting System.
Y se filmó en Los Ángeles, California y Sony Pictures Studios - 10202 W. Washington Blvd., Culver City, California (estudios)

## Transmisión
Italia: FOX, FX y Next HD
Y se transmitieron en otros países con diferentes nombres como:
- Estados Unidos: 31 de julio de 2005
(Wanted)
- Suecia: 12 de febrero de 2006
- Hungría: 27 de febrero de 2006
(Élve vagy halva)
- Grecia: marzo de 2006
(Oi fylakes tou nomou)
- Italia: 7 de abril de 2006
(Wanted)